# Кримне (Вараський район)
Кри́мне — село в Україні, у Вараській громаді Вараського району Рівненської області. Населення становить 196 осіб. На західній стороні села протікає річка Стир. Також в селі є озеро під назвою "Кримко".

## Географія
Село розташоване на лівому березі річки Стир.

## Населення
За переписом населення 2001 року в селі мешкали 193 особи. 100 % населення вказало своєї рідною мовою українську мову.